# پورتسموث (آیووا)
پورتسموث (به انگلیسی: Portsmouth) شهری در ایالت آیووا کشور ایالات متحده آمریکا است که جمعیت آن در سرشماری سال ۲۰۱۰ میلادی، ۱۹۵ نفر بوده‌است.